# Mynoparmena dilatata
Mynoparmena dilatata – gatunek chrząszcza z rodziny kózkowatych i podrodziny zgrzypikowych. Jedyny przedstawiciel rodzaju Mynoparmena.

## Zasięg występowania
Gatunek ten występuje na Molukach.